# Margaret Fell
Margaret Fell o Margaret Fox (1614 – 23 d'abril va ser una de les fundadores de la Societat Religiosa d'Amics. Coneguda popularment com la «mare del quaquerisme» i considerada com una de les principals missioneres i predicadores de la Societat dels Amics, va ser una de les primeres patrocinadores de George Fox i del Moviment dels Amics. Fell realitzava a la seva casa, Swarthmoor Sala, les reunions dels quàquers. Més tard es casaria amb el mateix Fox.